# Méréville (Meurthe y Mosela)
 Méréville  es una población y comuna francesa, en la región de Lorena, departamento de Meurthe y Mosela, en el distrito de Nancy y cantón de Neuves-Maisons.

## Demografía
| 275 | 263 | 617 | 1101 | 1289 | 1349 |
| Para los censos de 1962 a 1999 la población legal corresponde a la población sin duplicidades (Fuente: INSEE [Consultar]) |     |     |      |      |      |